# Malá Strana (Týn nad Vltavou)
Malá Strana (německy Kleinseite) je levobřežní část města Týn nad Vltavou v okrese České Budějovice v Jihočeském kraji. Nachází se na jihu Týna nad Vltavou. Malá Strana leží v katastrálním území Týn nad Vltavou o výměře 19,72 km².

## Historie
Malá Strana byla původně malou osadou na levém břehu Vltavy, naproti centrální části Týna nad Vltavou. Současná zástavba vznikla sloučením původní zástavby Malé Strany se zástavbou dřívějších osad V Cihelně (na mapě 2. vojenského mapování označena jako Wilhelne), Ve Zvěrkovským vrchu a dvora Čihovice. Na místě zaniklé osady Brodák dnes stojí čistírna odpadních vod.

## Obyvatelstvo
| Rok            | 1869 | 1880  | 1890  | 1900  | 1910  | 1921 | 1930  | 1950 | 1961 | 1970  | 1980  | 1991  | 2001  | 2011  | 2021  |
| -------------- | ---- | ----- | ----- | ----- | ----- | ---- | ----- | ---- | ---- | ----- | ----- | ----- | ----- | ----- | ----- |
| Počet obyvatel | 0    | 1 313 | 1 140 | 1 158 | 1 148 | 0    | 1 510 | 0    | 0    | 2 309 | 2 983 | 3 413 | 3 257 | 2 952 | 2 610 |
| Počet domů     | 0    | 148   | 156   | 159   | 167   | 178  | 226   | 0    | 0    | 383   | 389   | 481   | 500   | 516   | 529   |

## Obecní správa
Malá Strana byla v letech 1900–1910 osadou města Týn nad Vltavou ve stejnojmenném okrese. Znovu se jí stala 1. července 1980.

## Pamětihodnosti a zajímavosti
- Boží muka na břehu Vltavy
- Památník obětem první světové války a nacistické zvůle
- Kaple na křižovatce ulic Budějovická a Bohunická